# Пронцевич Юлія Олегівна
Юлія Олегівна Пронцевич (рос. Юлия Олеговна Пронцевич; нар. 4 червня 1992, Ужур, Красноярський край) — російська борчиня вільного стилю, бронзова призерка чемпіонату Європи, чемпіонка світу серед студентів. Майстер спорту з вільної боротьби.

## Життєпис
Боротьбою почала займатися з 2006 року.
Виступає за Академія боротьби, Красноярськ та спортивний клуб ВПС, Красноярськ. Тренери Лідія Карамчакова, Віктор Райков. Чемпіонка Росії (2016 — до 60 кг). Срібний (2013 — до 67 кг; 2015 — до 63 кг; 2017 — до 60 кг) і бронзовий (2014 — до 63 кг) призер чемпіонатів Росії. У збірній команді Росії з 2012 року.

## Спортивні результати на міжнародних змаганнях

### Виступи на Чемпіонатах світу
| Змагання                        | Збірна | Вагова категорія          | Місце |
| ------------------------------- | ------ | ------------------------- | ----- |
| Чемпіонат світу з боротьби 2016 | Росія  | жіноча боротьба, до 60 кг | 14    |

### Виступи на Чемпіонатах Європи
| Змагання                         | Збірна | Вагова категорія          | Місце  |
| -------------------------------- | ------ | ------------------------- | ------ |
| Чемпіонат Європи з боротьби 2016 | Росія  | жіноча боротьба, до 60 кг | Бронза |

### Виступи на Кубках світу
| Змагання                    | Збірна | Вагова категорія          | Місце |
| --------------------------- | ------ | ------------------------- | ----- |
| Кубок світу з боротьби 2012 | Росія  | жіноча боротьба, до 67 кг | 6     |
| Кубок світу з боротьби 2017 | Росія  | команда                   | 5     |

### Виступи на Чемпіонатах світу серед студентів
| Змагання                                        | Збірна | Вагова категорія          | Місце  |
| ----------------------------------------------- | ------ | ------------------------- | ------ |
| Чемпіонат світу з боротьби серед студентів 2012 | Росія  | жіноча боротьба, до 67 кг | Золото |

### Виступи на інших змаганнях
| Змагання                                               | Збірна | Вагова категорія          | Місце  |
| ------------------------------------------------------ | ------ | ------------------------- | ------ |
| Золотий Гран-прі з боротьби 2011 (Красноярськ)         | Росія  | жіноча боротьба, до 63 кг | 5      |
| Гран-прі Іспанії з боротьби 2012                       | Росія  | жіноча боротьба, до 67 кг | Золото |
| Турнір Олександра Медведя 2012                         | Росія  | жіноча боротьба, до 67 кг | Срібло |
| Гран-прі «Іван Яригін» 2013                            | Росія  | жіноча боротьба, до 67 кг | 10     |
| Київський Міжнародний турнір з боротьби 2013           | Росія  | жіноча боротьба, до 67 кг | 7      |
| Кубок Президента Бурятської Республіки з боротьби 2013 | Росія  | жіноча боротьба, до 63 кг | Срібло |
| Гран-прі Іспанії з боротьби 2013                       | Росія  | жіноча боротьба, до 67 кг | Бронза |
| Меморіал Вацлава Циолковського 2013                    | Росія  | жіноча боротьба, до 67 кг | 11     |
| Кубок Бразилії з боротьби 2013                         | Росія  | жіноча боротьба, до 67 кг | Золото |
| Гран-прі «Іван Яригін» 2014                            | Росія  | жіноча боротьба, до 63 кг | Бронза |
| Турнір Олександра Медведя 2014                         | Росія  | жіноча боротьба, до 63 кг | Бронза |
| Гран-прі Німеччини з боротьби 2014                     | Росія  | жіноча боротьба, до 63 кг | Срібло |
| Гран-прі Іспанії з боротьби 2014                       | Росія  | жіноча боротьба, до 63 кг | Бронза |
| Відкритий чемпіонат Польщі з боротьби 2014             | Росія  | жіноча боротьба, до 63 кг | 5      |
| Гран-прі «Іван Яригін» 2015                            | Росія  | жіноча боротьба, до 69 кг | 12     |
| Гран-прі «Іван Яригін» 2015                            | Росія  | жіноча боротьба, до 63 кг | 5      |
| Відкритий чемпіонат Польщі з боротьби 2015             | Росія  | жіноча боротьба, до 60 кг | 5      |
| Гран-прі «Іван Яригін» 2016                            | Росія  | жіноча боротьба, до 60 кг | Золото |
| Турнір Олександра Медведя 2016                         | Росія  | жіноча боротьба, до 60 кг | Золото |
| Чемпіонат Росії з боротьби 2016                        | Росія  | жіноча боротьба, до 60 кг | Золото |
| Гран-прі Іспанії з боротьби 2016                       | Росія  | жіноча боротьба, до 60 кг | Золото |
| Кубок Європейських націй з боротьби 2016               | Росія  | команда                   | Золото |
| Гран-прі «Іван Яригін» 2017                            | Росія  | жіноча боротьба, до 60 кг | Срібло |
| Klippan Lady Open 2017                                 | Росія  | жіноча боротьба, до 60 кг | Золото |
| Відкритий кубок Монголії з боротьби 2017               | Росія  | жіноча боротьба, до 60 кг | Срібло |
| Чемпіонат Росії з боротьби 2017                        | Росія  | жіноча боротьба, до 60 кг | Срібло |
| Відкритий чемпіонат Польщі з боротьби 2017             | Росія  | жіноча боротьба, до 60 кг | 5      |
| Гран-прі «Іван Яригін» 2018                            | Росія  | жіноча боротьба, до 65 кг | Срібло |
| Klippan Lady Open 2018                                 | Росія  | жіноча боротьба, до 65 кг | Бронза |
| Відкритий кубок Монголії з боротьби 2018               | Росія  | жіноча боротьба, до 65 кг | Золото |
| Кубок Канади з боротьби 2018                           | Росія  | жіноча боротьба, до 65 кг | Золото |
| Гран-прі «Іван Яригін» 2019                            | Росія  | жіноча боротьба, до 65 кг | Бронза |
| Klippan Lady Open 2019                                 | Росія  | жіноча боротьба, до 65 кг | 7      |

### Виступи на змаганнях молодших вікових груп
| Змагання                                      | Збірна | Вагова категорія          | Місце |
| --------------------------------------------- | ------ | ------------------------- | ----- |
| Чемпіонат світу з боротьби серед юніорів 2012 | Росія  | жіноча боротьба, до 72 кг | 12    |